# أرمين غورتز
أرمين غورتز (بالألمانية: Armin Görtz)‏ هو لاعب كرة قدم ألماني في مركز الدفاع، ولد في 30 أغسطس 1959 في دورتموند في ألمانيا. شارك مع منتخب ألمانيا لكرة القدم. أما مع النوادي، فقد لعب مع آينتراخت فرانكفورت وإف إس في فرانكفورت وبيفيرين وكونينكليجك سبورتفرينغنغ فاريغيم ونادي كولن ونادي هرتا برلين.

## وصلات خارجية
- أرمين غورتز على موقع الاتحاد الدولي (مؤرشف)  (الإنجليزية)
- أرمين غورتز على موقع قاعدة بيانات كرة القدم.إي يو (الإنجليزية)
- أرمين غورتز على موقع بيانات كرة القدم. دي إي (الألمانية)
- أرمين غورتز على موقع ناشيونال فوتبول تيمز (الإنجليزية)
- أرمين غورتز على موقع عالم كرة القدم.نت (الإنجليزية)
- أرمين غورتز على موقع أوليمبيديا (الإنجليزية)